# Chezelles (Indre)
Chezelles település Franciaországban, Indre megyében. Lakosainak száma 451 fő (2022. január 1.). Chezelles Saint-Lactencin, Villedieu-sur-Indre, Villegongis, Vineuil és Saint-Maur községekkel határos.

## Népesség
A település népességének változása:
| Lakosok száma | 419  | 379  | 402  | 395  | 460  | 478  | 476  | 457  | 448  | 451  |
|               | 1968 | 1982 | 1990 | 2006 | 2013 | 2015 | 2017 | 2019 | 2020 | 2022 |